# Raoul Frary
Henry Francois Raoul Frary (né le 17 avril 1842 à Tracy-le-Mont et mort le 19 avril 1892 au Plessis-Bouchard) est un journaliste et essayiste français.
Il est fils de médecin.
Il étudie au lycée Louis-le-Grand puis il entre en 1860 à l'École normale supérieure dont il sortira premier à l'agrégation de lettre en 1863.
Il enseigne à Orléans puis est muté à Mont-de-Marsan à la suite d'un conflit avec Félix Dupanloup.
Il devient journaliste en 1869. Après avoir collaboré à des titres comme Courrier de France, L'Écho, Le Soir et Le National, il devient rédacteur en chef de La France.
Il est maire du Plessis-Bouchard de 1884 à 1887.

## Ouvrages
- Le Péril national (prix Montyon 1882)
- Manuel du démagogue
- La Question du latin
- Mes tiroirs